# بیش‌مصرفی (فیلم)
بیش‌مصرفی (اسپانیایی: El Pico‎) فیلمی اسپانیایی به کارگردانی اِلوی دِ لا ایگلسیا است که در سال ۱۹۸۳ منتشر شد. موضوع فیلم دربارهٔ اعتیاد به مواد مخدر، بزهکاری نوجوانان شهری و ملی‌گرایی باسک در اسپانیا در طول دهه ۱۹۸۰ است. این فیلم سبکی نئورئالیستی دارد.

## گزیدهٔ بازیگران
- خوزه لوئیس مانسانو
- خاویر گارسیا
- انریکه سان فرانسیسکو
- اویدی مونیور
- کتا کلاور